# Soter (Beiname)
Der Beiname Soter griechisch Σωτήρ; feminin Soteira (griechisch Σώτειρα) bedeutet Retter oder Erlöser. Er wird auf verschiedene griechische und römische Gottheiten und manche Herrscher angewandt. Diese Bezeichnung bringt zum Ausdruck, dass man sich von ihnen Heil und Rettung erhofft. Die erhoffte Erlösung bezieht sich primär auf den irdischen Bereich, wie Errettung aus Krankheit, Krieg oder Seenot, sie kann aber auch transzendent gemeint sein.
Um diese Hilfe und Erlösung zu erlangen, betrieben die Menschen unterschiedliche Formen von Götterverehrung.
In der antiken Vorstellungswelt hatten Götter verschiedene Zuständigkeitsbereiche, die Errettung aus diesseitigen Notsituationen betreffend und versprachen Erlösung im Jenseits. Um manche dieser Gottheiten bildeten sich Mysterienkulte, die neben der Erlösung im Jenseits eine stark diesseitige Rettung versprachen. Im Zuge dessen sollte das irdische Leben verbessert bzw. geschützt werden.
Im Urchristentum erhielt auch Jesus Christus den Beinamen Σωτήρ, wenn er als Retter und Erlöser angerufen wurde. Daraus entwickelte sich das Akronym ichthýs (Fisch) 
für „Jesus Christus, Gottes Sohn, Erlöser“, das auch als Erkennungszeichen diente.

## Gottheiten

### Griechenland
In der griechischen Vorstellungswelt hatten Götter/Göttinnen die Fähigkeit, den Menschen Sicherheit und Schutz zu geben und sie aus gefährlichen oder lebensbedrohlichen Situationen zu retten. So wurde Zeus, der Göttervater, als Soter bezeichnet.
Apollon wurde zugeschrieben, dass er den Menschen Krankheit und den Tod zufügen kann, diese aber auch verhindern bzw. Krankheiten heilen kann. Sein Sohn Asklepios wurde häufig als Soter bezeichnet. Ihm wurden verschiedenste Wunderheilungen zugeschrieben und sein Heiligtum in Epidauros war ein überaus bekannter Ort der Wunderheilung. Sein Tempel im Epidauros hatte einen angebauten Schlafsaal, für den sogenannten ‚Tempelschlaf’/Inkubation. Man ging davon aus, dass Asklepios den Patienten im Schlaf erscheint und bestimmte Therapien zur Heilung „verordnete“. Im Laufe der Zeit entwickelte sich sein Heiligtum zu einer Art Kurzentrum, mit Heilbädern und Sportanlagen. Auch Poseidon wurde als Retter von in Seenot geratenen gefeiert, sowie die Dioskuren (auch Kabiren genannt).
Neben den vielen männlichen Gottheiten die den Beinamen Soter erhielten, wurden auch viele weibliche Gottheiten als Soteira bezeichnet, beispielsweise die weibliche Gottheit Artemis war eine Retterin aus verschiedensten Notsituationen, in den Vorstellungen der Menschen war sie die Beschützerin der Wege und die Begleiterin von Wanderern, sie bewachte das delphische Heiligtum und verschaffte den Seefahrern günstige Winde, konnte diese aber auch verhindern. Eine weitere diesseitige Schutzfunktion erfüllte sie, indem sie den Frauen bei der Entbindung beistehe.
Demeter, eine weibliche Gottheit, sorgte für bessere Hoffnung und Reichtum im Diesseits und im Jenseits, sie wurde im Zuge des Eleusinischen Mysterienkults verehrt.
Kybele, die Göttermutter, weist eine stark jenseitige Komponente auf und gibt Jenseitshoffnung.

### Vorderer Orient und Ägypten
In Ägypten nimmt Isis eine feste Stellung als Soteira ein, sie ist Heilerin von Krankheiten, errettet Menschen aus Seenot und Armut. Ihre Anhänger hoffen auf ein ewiges Leben im Jenseits, somit befriedigt sie das irdische und göttliche Schutzbedürfnis. Ein weiteres wichtiges Element ist die Vorstellung, dass Isis den Verstorbenen in die Unterwelt geleitet und beschützt. Diesen Schutz erhält der Gläubige aber nur, wenn er Rechenschaft ablegt, indem er das negative Sündenbekenntnis (bspw. „Ich habe nicht getötet“) spricht und dadurch den hohen ethischen Anforderungen nachkommt.
Isis kann als Allgottheit bezeichnet werden, da sie typisch für die ägyptische Vorstellungswelt zu hellenistischer Zeit, mit mehreren Gottheiten identifiziert wird, wie etwa mit Aphrodite, Psyche, Fortuna und Kybele.
In Rom wird Isis ebenfalls verehrt, dort hat sie jedoch eine andere Bedeutungsebene als in Ägypten.

### Rom
Die ägyptische Göttin Isis nimmt in Rom eine besonders wichtige Stellung ein, da die römische Bevölkerung von den Getreidelieferungen abhängig war, die über den Seeweg transportiert wurden. Um günstige Winde und eine sichere Überfahrt zu gewährleisten, wurden jährlich Feste zu Ehren der Isis abgehalten. Diese Feste wurden offiziell in den Festkalender der Römer aufgenommen und der Isis-Kult wurde zum Staatskult.
Mithras war im iranisch-persischen Raum ursprünglich die Personifikation eines bindenden Vertrags. In Rom kam ihm eine andere Stellung zu, hier war Mithras der Gott des Rechts und der Bündnisse, er war ein solarer Gott, der für den Wechsel von Tag und Nacht sowie für die Jahreszeiten zuständig war. Er erhält Gerechtigkeit und Tugend und gab den Gläubigen Schutz.
Bei den Mithrasmysterien gab es keinen öffentlichen Kult, dies stellt eine Ausnahme zu anderen Kulten dar. In einigen erhaltenen Tempel des Mithras-Kultes, sogenannte Mithräen, zeigen verschiedene Kultbilder beispielsweise die Tötung des Stieres, durch die Mithras Heil bewirkt. Die Mithrasmysten, die nur Männern zugänglich sind, sind hierarchisch aufgebaut, es gibt sieben zu erlangende Weihegrade.

## Herrscherkult
Neben den unsterblichen Göttern wurden auch eine Reihe von Sterblichen, meist Herrscher, mit dem Beinamen Soter geehrt. Dieser wurde als Teil individueller Würdigung für besondere Leistungen verliehen, oder als Element der Herrscherideologie übernommen. Der Beiname Soter wurde an verschiedenste Herrscher verliehen, welche besonders große Taten vollbrachten, wie etwa das bezwingen eines Feindes, oder etwa durch Bringen von Wohlstand. Diese bezogen sich ausschließlich auf konkrete diesseitige Errettung oder Verbesserung der Lebenssituation. Besonders häufig findet man die Bezeichnung des Soter, für sterbliche Herrscher, im hellenistischen Raum. Die Tradition allerdings setzt sich bis in den indo-parthischen, beziehungsweise indo-griechischen Raum fort. Der Beiname bezog sich aber keineswegs nur auf männliche Herrscher. Wie bei den Göttern erhielten auch weibliche Herrscher den Beinamen Soteira, wobei sich dies vorwiegend im ptolemäischen Ägypten wiederfindet.

### Antigoniden
Herrscher aus dem Geschlecht der Antigoniden wurde vielmals mit diesem Beinamen geehrt. Antigonos I. Monophthalmos („der Einäugige“) und sein Sohn Demetrios I. Poliorketes („der Städtebelagerer“) erhielten den Beinamen Soter zusammen mit göttlichen Ehren. Antigonos war einer der bedeutendsten Diadochen Alexanders und Begründer der Dynastie der Antigoniden. Antigonos III. Doson, König von Makedonien, und Philippos V., König von Makedonien, wurden ebenfalls als Soter bezeichnet.

### Ptolemäer
Vor allem unter den Ptolemäer-Königen war die Bezeichnung als Soter, beziehungsweise Soteira, sehr verbreitet. Diese Vorstellung stammt direkt aus der ägyptischen Königsideologie, in welcher der Tod des Pharaos das Ende der Weltordnung bedeutete und das Chaos sich breit machte. Wenn ein neuer Herrscher den Thron besteigt, muss er das Chaos beseitigen und die Maat (Wahrheit und Gerechtigkeit im menschlichen Bereich, Weltordnung im kosmischen Bereich) wiederherstellen. So werden die Herrscher zum Retter aus der Not und somit zu Soter/Soteira. Im Diadochenreich der Ptolemäer kann man eine Vielzahl von Herrschern ausmachen, welche mit diesem Beinamen geehrt wurden. Da wäre Ptolemaios I., General Alexanders des Großen, Diadoche und König von Ägypten, und seine Gattin Berenike I. zu nennen, welche als Soter und Soteira verehrt wurden. Ptolemaios IX. und Ptolemaios X. erhielten ebenfalls den Beinamen Soter. Kleopatra II., Kleopatra III., Kleopatra V., Kleopatra VI. und Berenike III., aus dem Geschlecht der Ptolemäer wurden allesamt als Soteira bezeichnet und verehrt. An der Anzahl der Herrscher ist erkennbar, welchen Stellenwert dieser Beiname im ptolemäischen Ägypten gehabt haben muss.

### Seleukiden
Auch im Diadochenreich der Seleukiden kam es zum Herrscherkult und der Bezeichnung als Soter. Antiochos I., Sohn des Seleukos I. und Gefährte Alexander des Großen, König des Seleukidenreiches wurde mit dem Beinamen Soter geehrt. Seleukos III., Sohn des Seleukos II., und Demetrios I., Sohn des Seleukos IV., erhielten ebenfalls, als Könige des Seleukidenreiches, den Beinamen Soter.

### Königreich Pergamon
Im hellenistischen Königreich von Pergamon findet man ebenfalls die Bezeichnung des Soter, im Zuge eines ansässigen Herrscherkultes. Attalos I. König von Pergamon erhielt den Beinamen Soter. Er war hellenistischer König Pergamons aus der Dynastie der Attaliden. Eumenes II., der Sohn Attalos I. aus dem Geschlecht der Attaliden ebenfalls König von Pergamon wurde gleich seinem Vater als Soter bezeichnet. Attalos I. und Eumenes II. erhielten ihren Beinamen auf Grund großer Siege über die Kelten und somit durch die Errettung aus einer konkreten diesseitigen Bedrohung.

### Indo-griechischer Raum
Im indo-griechischen Raum wird ebenfalls der Begriff des Soter fassbar. Einige indo-griechische Könige aus dem Hindukusch und dem Punjab wurden als Soter bezeichnet. Zoilos II., Dionysios und Hippostratos, alle Könige des Punjab, wurden mit dem Beinamen des Soter geehrt. Diomedes und Hermaios, Herrscher über den Hindukusch, wurden ebenfalls als Soter bezeichnet und verehrt.

### Römische Kaiser, Nabatäer und griechisch-baktische Könige
Speziell im hellenistischen Osten wurden auch römische Kaiser, im Sinne der Herrscherideologie, mit dem Beinamen Soter geehrt. Hier sind besonders Julius Cäsar, Hadrian und Claudius zu nennen, welchen diese Ehre zuteilwurde.
Ebenfalls zu nennen sind Eukratides II., ein griechisch-baktischer König, und Rabbel II., der letzte König der Nabatäer. Beide Herrscher wurden mit dem Beinamen Soter geehrt.
In den hellenistischen Reichen wurde also eine Vielzahl von Herrschern als Soter/Soteira verehrt. Die Gründe dafür sind sehr unterschiedlich: beispielsweise durch das Besiegen eines Feindes, religiöse Überzeugungen oder Friedensperioden unter einer Herrschaft. Allerdings ist uns nicht immer bekannt, aus welchem Grund bestimmte Herrscher diesen Beinamen trugen. Vermutlich wurden auch mehr Herrscher als Soter/Soteira verehrt als uns bekannt sind.

## Jesus Christus
Im Urchristentum wurde Jesus als Σωτήρ (Retter) bezeichnet, was unserem heutigen Wort Heiland oder Erlöser entspricht. Dieser Beiname wurde (wie auch Christus, der Gesalbte) erst später üblich. Zu seinen Lebzeiten galt er Vielen nur als Messias im Sinne eines irdischen Retters, ohne jenseitige Komponente. Von ihm wurde ursprünglich die Befreiung Israels aus der römischen Fremdherrschaft erwartet und somit eine irdische Hilfeleistung. Mit der Emanzipation des Christentums vom Judentum wurde dieser „irdische“ Rettungsgedanke (der mit Jesu Kreuzigung hinfällig wurde) auf die zum Jenseits gerichtete Erlösung und das Himmelreich übertragen.

Urchristliches Symbol: Ichthys (Fisch); das Σ am Ende steht für Soter

Die Bezeichnung Σωτήρ wurde bald zum Bestandteil der Wortfolge Jησούς Χριστός Θεού Υιός Σωτήρ („Jesus Christus, Gottes Sohn, Erlöser“), deren Anfangsbuchstaben IChThYS ergaben, das griechische Wort für Fisch. Das Fischsymbol wurde in der Zeit der Christenverfolgung zum unauffälligen Erkennungszeichen, z. B. als Hinweis auf Wege zu den Katakomben.